# Vékony Csongor
Vékony Csongor Levente (Szatmárnémeti, 1997. április 9. –) magyar politológus, a Mi Hazánk Mozgalom volt budapesti és kőbányai elnöke, Budapest X. kerületi önkormányzati képviselője.

## Tanulmányok, család
Nyírbátorban nőtt fel. A Báthory István Gimnázium és Szakközépiskolában tanult, majd az érettségit követően 2015-ben Budapestre, Kőbányára költözött. 2019-ben a Pázmány Péter Katolikus Egyetemen szerzett politológus diplomát történelem szakképesítéssel. Szakdolgozatának címe: „A gender ideológia hatásai a keresztény családra".
2020. június 27-e óta nős, felesége Vékonyné Vadon Judit ápolónő. Két kislányuk született.

## Politikai pályafutása
2015-ben, egyetemi tanulmányai kezdésekor kezdett aktívan politizálni. Alapító tagja a Konzervatív Hallgatók Szövetségének (KHSZ), mely 2016-ban már Identitárius Egyetemisták Szövetsége (IDENTITESZ) néven vett radikálisabb irányt. Ezzel párhuzamosan a Jobbik Ifjúsági Tagozatának kőbányai szervezetének volt alelnöke. 2017-ben, amikor az IDENTITESZ és a Betyársereg szövetségéből létrejött az Erő és Elszántság nevű mozgalom, a Jobbik Ijfúsági Tagozatából kilépett. Szakdolgozatának írása mellett háttérmunkát folytatott az Erő és Elszántságnál.
2018. augusztus 20-a óta vesz részt a Mi Hazánk Mozgalom politikai munkájában. 2018. november 22-én megalakította a Mi Hazánk kőbányai szervezetét, ahol azóta is elnök, majd december 5-én megalakult a Mi Hazánk Ifjainak budapesti szervezete. A Mi Hazánk Ifjainak országos elnöke volt.
2019 decemberében választották a párt egyik budapesti alelnökévé, majd a Mi Hazánk Ifjainak első kongresszusán, 2020 februárjában az Ifjak országos elnökévé.
A 2019-es önkormányzati választáson Budapesti 8. sz. országgyűlési egyéni választókerületében a Mi Hazánk egyéni képviselőjelöltje, a Mi Hazánk XIV. kerület települési kompenzációs listája 3. helyén szerepelt.
A 2022-es magyarországi országgyűlési választáson a Mi Hazánk a Budapesti 9. sz. országgyűlési egyéni választókerületben (székhely: Budapest X. kerülete) indította jelöltjeként Vékony Csongor Leventét. Ezt Dúró Dóra elnökhelyettes jelentette be 2021. április 11-én, bemutatva a párt hat pesti képviselőjelöltjét.
2022. június 23-án a Mi Hazánk Mozgalom budapesti elnökévé válaszották.
A Mi Hazánk Mozgalom Emlékezetpolitikai Kabinetjének elnöke (2024), 2019-2020-ban a Nemzetpolitikai Kabinet elnöke volt.
A 2024-es önkormányzati választáson Budapest 10. kerületben a Mi Hazánk polgármesterjelöltje és egyéni választókerületi jelöltje (11.TEVK), valamint 10. kerületi kompenzációs lista vezetője volt, amelyről önkormányzati képviselői mandátumot szerzett.
Budapest Főváros X. kerület Kőbányai Önkormányzat képviselő-testületének és Kerületfejlesztési és Környezetvédelmi Bizottságának tagja.
2025. június 5. napján kilépett a Mi Hazánk Mozgalomból. Ezt a Magyar Életvédők Youtube-csatornán 2025.június 20. napján megjelen videó-nyilatkozatában jelentette be.

## Egyéb közéleti tevékenység
2016-ban a a nyírbátori nőegylet Wass Albert-felolvasóestjén mutatták be Vékony Csongor Levente első könyvét, melynek címe: „Amikor az ember gondolkodása érni kezd (avagy álomban élve)”.
2022 elején jelent meg első politikai szakkönyve "A nemi identitás válsága" címmel.
2022 végén létrehozta a Magyar Életvédők Egyesületét, egy könyvkiadó egyesületet, melynek keretében "Zöld könyvek" címszó alatt azóta a következő művek jelentek meg:
- Prohászka Ottokár: Iránytű a magyar ifjúság számára
- Sértő Kálmán: Falusi pillanat
- Vitéz Imrédy Béla: Múlt és jövő határán (Tyirityán Zsolt, a Betyársereg vezetőjének ajánlásával)
- Vékony Csongor: Dr. vitéz Csia Sándor politikai életútja
- Teleki Pál: A vér nélküli revízió útján
- Csak a nemzet – Toroczkai László országgyűlési beszédei
- Vékony Csongor: Szász József, Alsó-Fehér és Maros-Torda vármegyék főispánja
- Vértanúvirág (Kortárs költők versei a magyarságról)
- Sajó Sándor: Felvidék nem Szlovákia
- Pongrátz Gergely: Corvin köz – 1956
- Bárdossy László: Magyar sors – magyar feladat